# Силвен-Гроув (Канзас)
Силвен-Гроув (англ. Sylvan Grove) — місто (англ. city) в США, в окрузі Лінкольн штату Канзас. Населення — 291 особа (2020).

## Географія
Силвен-Гроув розташований за координатами 39°0′44″ пн. ш. 98°23′40″ зх. д. / 39.01222° пн. ш. 98.39444° зх. д. (39.012192, -98.394486).  За даними Бюро перепису населення США в 2010 році місто мало площу 0,96 км², уся площа — суходіл.

## Демографія
Згідно з переписом 2010 року, у місті мешкало 279 осіб у 138 домогосподарствах у складі 88 родин. Густота населення становила 292 особи/км².  Було 192 помешкання (201/км²).
Расовий склад населення:
| - 98,6 % — білих - 0,7 % — корінних американців |

До двох чи більше рас належало 0,7 %. Частка іспаномовних становила 1,1 % від усіх жителів.
За віковим діапазоном населення розподілялося таким чином: 22,2 % — особи молодші 18 років, 57,4 % — особи у віці 18—64 років, 20,4 % — особи у віці 65 років та старші. Медіана віку мешканця становила 46,9 року. На 100 осіб жіночої статі у місті припадало 106,7 чоловіків;  на 100 жінок у віці від 18 років та старших — 106,7 чоловіків також старших 18 років.
Середній дохід на одне домашнє господарство  становив 47 877 доларів США (медіана — 37 375), а середній дохід на одну сім'ю — 58 057 доларів (медіана — 44 375). Медіана доходів становила 38 750 доларів для чоловіків та 31 458 доларів для жінок. За межею бідності перебувало 16,4 % осіб, у тому числі 21,9 % дітей у віці до 18 років та 6,3 % осіб у віці 65 років та старших.
Цивільне працевлаштоване населення становило 145 осіб. Основні галузі зайнятості: освіта, охорона здоров'я та соціальна допомога — 16,6 %, будівництво — 16,6 %, сільське господарство, лісництво, риболовля — 16,6 %.